# The Visitation (album)
Pour les articles homonymes, voir The Visitation.
The Visitation est le seizième album du groupe de rock britannique Magnum sorti en 2011.

## Liste des pistes
| No  | Titre                       | Durée |
| --- | --------------------------- | ----- |
| 1.  | Black Skies                 | 5:53  |
| 2.  | Doors to Nowhere            | 5:43  |
| 3.  | The Visitation              | 5:48  |
| 4.  | Wild Angels                 | 5:41  |
| 5.  | Spin Like a Wheel           | 7:21  |
| 6.  | The Last Frontier           | 5:29  |
| 7.  | Freedom Day                 | 6:22  |
| 8.  | Mother Nature's Final Dance | 5:04  |
| 9.  | Midnight Kings              | 4:49  |
| 10. | Tonight's the Night         | 4:53  |

À sa sortie, l'album comportait un DVD bonus :  
- les textes des chansons de l'album
- des titres en concert filmés : Brand new morning, Les mors dansant, All my bridges et When we were younger festival High voltage 2010
- le titre Eyes like fire (titre filmé n'apparaissant pas sur l'album mais sur le CD bonus de On the 13th day 2012 dans une version un peu différente)
- des photos.

## Personnel
- Tony Clarkin — Guitare
- Bob Catley — Chant
- Al Barrow — Guitare Basse
- Mark Stanway — Synthétiseur
- Harry James — Batterie